# Woltamperometria cykliczna

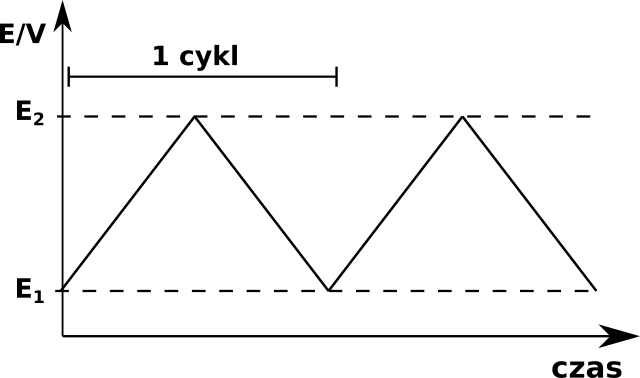
Rysunek 1. Schemat zmian napięcia elektrody pracującej w funkcji czasu w woltamperometrii cyklicznej.

Woltamperometria cykliczna (CV, z ang. Cyclic Voltammetry) – jedna z technik woltamperometrycznych, w której podczas pomiaru do elektrody pracującej przykładany jest liniowo zmieniający się potencjał. Napięcie zmienia się w przedziale od {\displaystyle E_{1}} do {\displaystyle E_{2}.} Po osiągnięciu docelowej wartości {\displaystyle (E_{2}),} następuje odwrócenie kierunku polaryzacji i powrót do potencjału początkowego {\displaystyle E_{1}} (rysunek 1). Pomiar może składać się z jednego bądź z kilku takich cykli. Woltamperometria cykliczna jest szeroko stosowaną techniką elektrochemiczną, co zawdzięcza swojej uniwersalności.
Woltamperogram cykliczny {\displaystyle (I=f(E))} odwracalnego procesu redoks przedstawia dwa piki (rysunek 2). Pik prądu anodowego {\displaystyle (E_{pa})} odpowiadający anodowemu utlenianiu analitu, które obserwuje się w wyniku wzrostu potencjału z wartości {\displaystyle E_{1}} do {\displaystyle E_{2}} oraz pik prądu katodowego {\displaystyle (E_{pc})} związanego z procesem redukcji produktu utleniania obserwowanym w cyklu powrotnym po zmianie polaryzacji elektrody.

## Układ pomiarowy

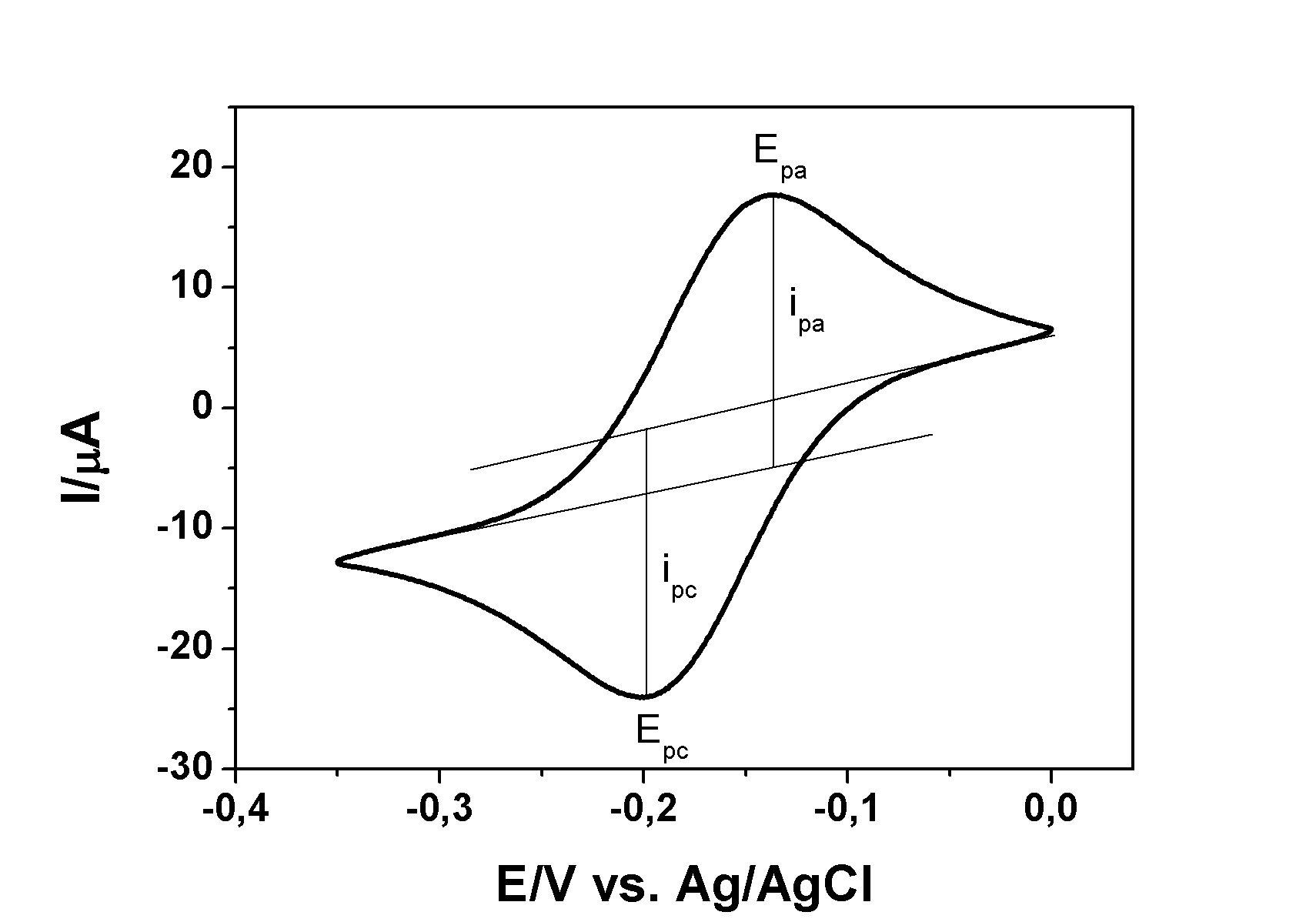
Rysunek 2. Przykładowy woltamperogram cykliczny.

Woltamperometria cykliczna, tak jak każda technika woltamperometryczna polega na pomiarze natężenia prądu płynącego w obwodzie elektrycznym w zależności od przyłożonego potencjału. Pomiar prowadzony jest w warunkach umożliwiających całkowitą polaryzację stężeniową, co oznacza, że szybkość reakcji redoks analitu jest limitowana szybkością jego transportu do powierzchni elektrody. Układ pomiarowy może być dwu- lub trójelektrodowy. W klasycznym układzie znajdują się trzy elektrody: elektroda pracująca, odniesienia oraz pomocnicza (rysunek 3).

### Elektroda pracująca
Na powierzchni elektrody pracującej (wskaźnikowej) zachodzi utlenianie lub redukcja analitu, a reakcja ta jest źródłem sygnału analitycznego. W woltamperometrii wykorzystuje się elektrody pracujące o stałej powierzchni tzw. stacjonarne. Najczęściej stosowanymi materiałami konstrukcyjnym elektrod są metale szlachetne (np. złoto, srebro lub platyna) oraz węgiel szklisty. Przed pomiarem elektroda musi zostać odpowiednio przygotowana, co osiąga się na drodze mechanicznej poprzez polerowanie lub/oraz czyszczenie elektrochemiczne.

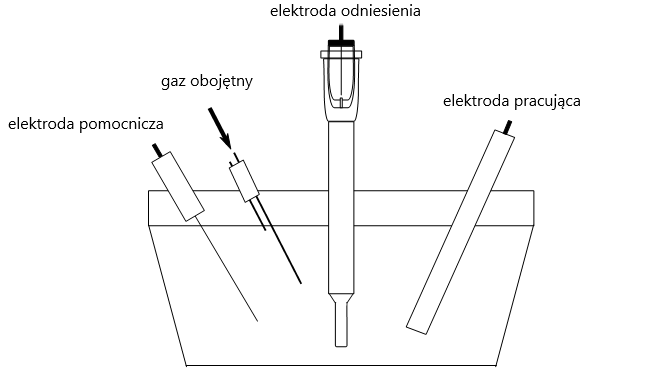
Rysunek 3. Schemat trójelektrodowego układu pomiarowego.

Metody wykorzystujące elektrodę ciekłą z powierzchnią odnawiającą się w sposób okresowy lub ciągły (np. kapiąca elektroda rtęciowa) nazywa się polarografią. Wybór materiału elektrody pracującej ściśle zależy od wartości potencjału reakcji redoks analitu, a zakres jej polaryzacji od składu i pH elektrolitu podstawowego.

### Elektroda odniesienia
Potencjał elektrody pracującej mierzony jest względem elektrody odniesienia (referencyjnej), która jest niepolaryzowana, tzn. utrzymuje stały potencjał podczas pomiaru woltamperometrycznego. Najczęściej stosowaną elektrodą odniesienia jest elektroda chlorosrebrowa lub kalomelowa.

### Elektroda pomocnicza
Prąd w układzie trójelektrodowym płynie pomiędzy elektrodą pracującą, a pomocniczą, co zapewnia stałą wartość potencjału elektrody odniesienia. Przeciwelektroda to najczęściej drut lub płytka wykonana z platyny.
Wprowadzenie do układu elektrody pomocniczej ma dwie zasadnicze zalety. Po pierwsze, zapewnia bezprądowe warunki pracy elektrody odniesienia, a po drugie eliminuje wpływ spadku omowego.

### Elektrolit
Oprócz elektroaktywnego analitu w roztworze wymagana jest obecność elektrolitu podstawowego, który stanowią roztwory dobrze rozpuszczalnych kwasów, zasad lub soli (np. HCl, NaOH, KNO3) oraz buforów (np. bufor amonowy, fosforanowy). Zadaniem elektrolitu jest zapewnienie właściwego przewodnictwa elektrolitycznego, dzięki czemu analit zbliża się do elektrody prawie wyłącznie na drodze dyfuzji.

### Odtlenianie układu pomiarowego
W trakcie pomiarów z użyciem technik woltamperometrycznych należy odtleniać badany roztwór. Obecność tlenu jest wysoce niepożądana ze względu na aktywność elektrochemiczną w zakresie potencjałów ujemnych. W praktyce laboratoryjnej tlen usuwa poprzez nasycanie badanego roztworu gazem obojętnym (np. argonem lub azotem). Skutkiem tego jest spadek ciśnienia cząstkowego O2 nad roztworem, a więc zmniejszenie stężenia tlenu w próbce, co jest zgodne z prawem Henry’ego. Przepływ gazu utrzymywany jest nad roztworem podczas pomiaru, tak by zapobiec ponownemu rozpuszczaniu się tlenu. W zależności od pH środowiska O2 ulega dwuetapowej redukcji (tabela 1), co na woltamperogramie objawia się dodatkowym sygnałem elektrochemicznym.
| Środowisko kwaśne          | Środowisko zasadowe               |
| -------------------------- | --------------------------------- |
| O 2 + 2H+ + 2e− → H 2O 2   | O 2 + 2H 2O + 2e− → 2OH− + H 2O 2 |
| H 2O 2 + 2H+ + 2e− → 2H 2O | H 2O 2 + 2e− → 2OH−               |

## Odwracalnośćukładu redoks
Wielkością mierzoną w woltamperometrii cyklicznej jest natężenie prądu {\displaystyle (I_{p}),} którego wartość dla odwracalnego procesu elektrodowego określa równanie Randlesa-Ševčika, które w temperaturze 25 °C można wyrazić następująco:
{\displaystyle I_{p}=2{,}69\cdot 10^{5}\cdot n^{3/2}\cdot D^{1/2}\cdot c\cdot A\cdot v^{1/2},}
gdzie:
{\displaystyle n} – liczba elektronów,
{\displaystyle D} – współczynnik dyfuzji depolaryzatora [cm²/s],
{\displaystyle c} – stężenie depolaryzatora [mol/cm³],
{\displaystyle A} – powierzchnia elektrody pracującej [cm²],
{\displaystyle v} – szybkość zmiany potencjału [V/s].
Wartość natężenia prądu piku jest wprost proporcjonalna do stężenia elektroaktywnej substancji w roztworze. Z kolei liniowa zależność prądu sygnału redoks od pierwiastka kwadratowego z szybkości zmiany potencjału wskazuje na kontrolowany dyfuzyjnie proces transportu depolaryzatora do powierzchni elektrody.
Co więcej, w przypadku gdy współczynniki dyfuzji formy utlenionej i zredukowanej są sobie równe, potencjał formalny odwracalnego układu redoks {\displaystyle (E_{0})} jest związany z położeniem pików na krzywej cyklicznej prostą zależnością:
{\displaystyle E^{0}={\frac {E_{pa}+E_{pc}}{2}}.}
Wyznacznikiem odwracalności procesu jest różnica pomiędzy potencjałem piku anodowego, a potencjałem piku katodowego {\displaystyle (\Delta E).} Dla układu idealnie odwracalnego w temperaturze 25 °C spełniona jest następująca zależność:
{\displaystyle \Delta E=E_{pa}-E_{pc}={\frac {0{,}059}{n}}.}
Dla szybkiego procesu jednoelektronowego różnica ta będzie wynosić 59 mV. Idealnie odwracalne układy redoks charakteryzują się także jednakową wartością natężeń prądu sygnału katodowego i anodowego {\displaystyle (i_{pc}/i_{pa}=1).}
Układ redoks może być również quasi-odwracalny i nieodwracalny. Nieodwracalność jest spowodowana najczęściej wolnym przenoszeniem elektronu lub reakcją chemiczną wywołaną transferem elektronów. Skutkiem tego jest znacznie większa różnica potencjałów pików {\displaystyle (\Delta E)} niż dla procesu odwracalnego oraz stosunek natężeń prądu różny od jedności.

## Układ redoks zaadsorbowany na powierzchni elektrody
Laviron wprowadził opis teoretyczny woltamperogramu dla układu redoks zaadsorbowanego na powierzchni elektrody. Model ten zakłada, że oddziaływania pomiędzy molekułami nie istnieją, wszystkie centra redoks są równocenne, a proces utleniania i redukcji dotyczy jedynie substancji zaadsorbowanej na elektrodzie. Charakterystyczną cechą dla modelowego układu Lavirona jest symetria pików względem osi potencjałów oraz względem prostej, poprowadzonej przez ich wierzchołki.

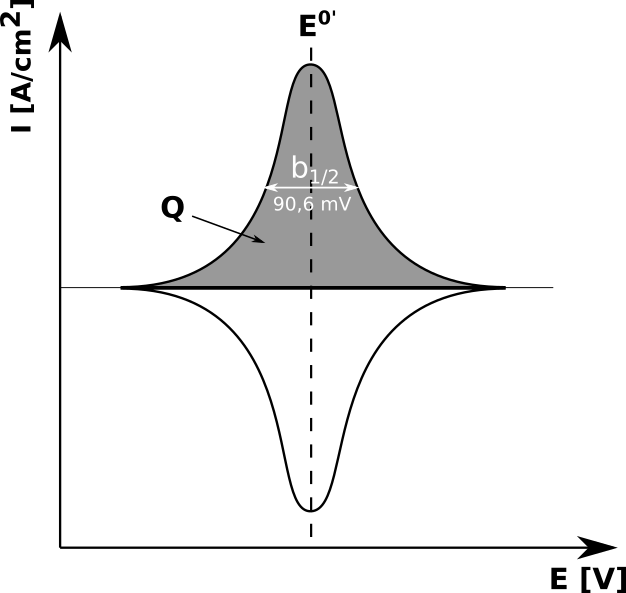
Rysunek 4. Modelowy woltamperogram CV dla idealnie odwracalnego układu redoks zaadsorbowanego na powierzchni elektrody.

Potencjały piku anodowego {\displaystyle (E_{pa})} i katodowego {\displaystyle (E_{pc})} są równe potencjałowi formalnemu {\displaystyle (E^{0}{'}),} a ich różnica {\displaystyle (\Delta E_{p})} wynosi zero. Szerokość piku w połowie jego wysokości (b1/2) ma wartość 3,53 RT/nF, co w temperaturze 25 °C oraz dla {\displaystyle n=1} stanowi wartość 90,6 mV. Odbiegająca od podanej szerokość połówkowa piku świadczy o występowaniu oddziaływań wewnątrzcząsteczkowych w warstwie, a także o niejednorodności pokrycia elektrodowego.
Kryterium świadczącym o odwracalności jest stała wartość potencjałów pików pomimo wzrostu szybkości zmiany potencjału. Prąd piku adsorpcyjnego wyrażony jest następującą zależnością:
{\displaystyle I_{p}={\frac {n^{2}F^{2}}{4RT}}Av\Gamma ,}
gdzie {\displaystyle \Gamma } oznacza stężenie powierzchniowe depolaryzatora [mol/cm²].
Zgodnie z powyższym, dla adsorpcyjnych procesów elektrochemicznych prąd piku jest wprost proporcjonalny do stężenia powierzchniowego oraz szybkości zmiany potencjału.
Stężenie powierzchniowe analitu z kolei może zostać wyznaczone z równania:
{\displaystyle Q=nFA\Gamma ,}
gdzie {\displaystyle Q} to wielkość ładunku zużywana podczas reakcji redoks, wyznaczona z pola powierzchni pod pikiem.
Większość układów opisanych w literaturze odbiega jednak w praktyce eksperymentalnej od modelu teoretycznego. Zachowanie zbliżone do idealnego układu zaadsorbowanego na stałym podłożu można zaobserwować jedynie w zakresie mniejszych szybkości zmian potencjału i dla układów, w których nie występują oddziaływania międzycząsteczkowe.

## Zastosowania
Woltamperometria cykliczna to jedna z ważniejszych i najczęściej wykorzystywanych technik prądowych. Mimo że ze względu na stosunkowo niską granicę oznaczalności (10−5 M) rzadko wykorzystuje się ją do pomiarów ilościowych, to jest niezwykle użyteczna podczas badania przebiegu procesu elektrochemicznego, czy też adsorpcji na elektrodzie. Stosuje się ją m.in. do badań mechanizmów reakcji elektrodowych połączonych z następczymi reakcjami chemicznymi, do określania kinetyki przenoszenia elektronów oraz do wyznaczenia współczynników dyfuzji.
Ponadto technika ta znajduje zastosowanie w bioanalityce w analizie oddziaływań biologicznie czynnych peptydów z jonami metali przejściowych (np. Cu(II) lub Ni(II)), które są istotne z punktu widzenia zrozumienia roli takich kompleksów białkowych w organizmach żywych. Istnieje również wiele przesłanek dotyczących wykorzystania woltamperometrii cyklicznej do oznaczania aktywności antyoksydacyjnej żywności, w tym wina czy zielonej herbaty.
Technika CV w połączeniu ze spektrofotometrią UV-Vis jest także szeroko stosowana podczas analizy związków organicznych (w tym polimerów) stosowanych w optoelektronice. Połączenie tych technik umożliwia wyznaczenie potencjału jonizacji i powinowactwa elektronowego, na podstawie których można określić poziomy energetyczne HOMO/LUMO badanego układu.